# 旧四居家住宅
旧四居家住宅（きゅうよついけじゅうたく）は、滋賀県長浜市元町にある長浜市内最古の町家建築。国の登録有形文化財（建造物）に登録された。
長浜市内で卯建が残っている数少ない家屋の1軒で、2004年（平成16年）以降、「湖北観光情報センター」として長浜市の観光窓口の役割を担っている。

## 建築

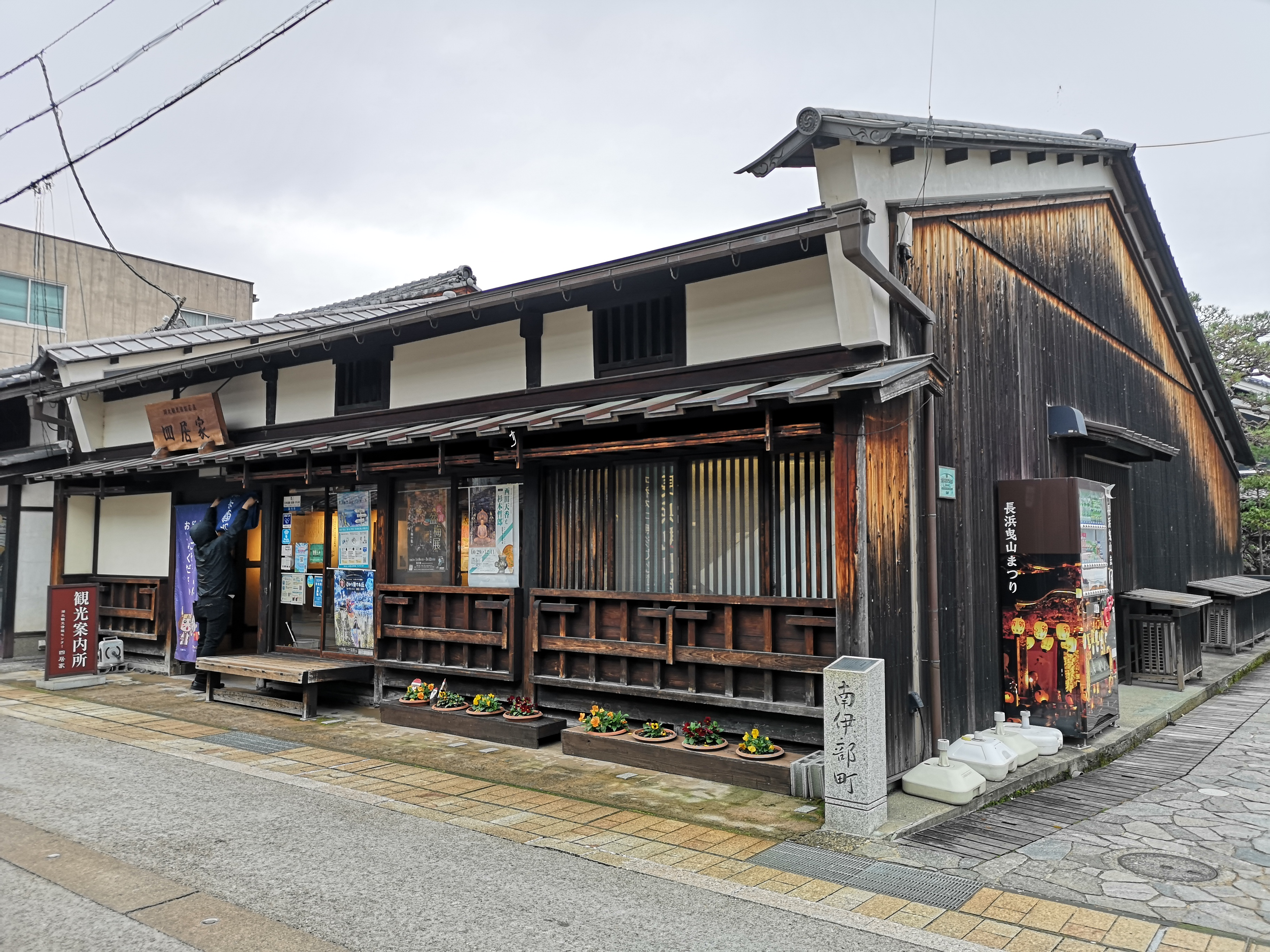
ウダツの目立つ外観

木造平屋建で通りに西むきに面して建ち、比較的規模の大きな町家建築。
外観の特徴は、長浜に5軒しかない卯建が上がっていることである。両側の切妻の壁が屋根より高くなっていて、その上に掛け庇のような瓦屋根が付いているのが四居家住宅の卯建で、これは防火壁の役割を果たし、家格を象徴するものとも考えられている。2階部分が低く、5間半の間口には格子戸がはめこまれている。桟瓦葺き平入りの平屋建てのつくりは長浜の町家主屋に共通する特徴だが、屋根の傾斜が近隣の他の家と比べると緩やかなこと、母屋を1間おきに配していることから、建築当初は板葺き屋根であったことがわかる。
1864年（元治元年）の切絵図でも「間口5間半の住居」「家主は四居治兵衛」と記録され、江戸時代末期から内部はほとんど手を加えられていないことがわかる。2階の一部がツシと呼ばれる物置に活用される、1階との一体的な空間となっていて、ツシは、土間の一部とミセの間の上部にあたる部分が利用され、奥のツギの間と座敷は棹天井を吊るすための屋根裏となっていた。その他の部屋はすべて吹き抜けとなっており、その隅からツシに上がる階段が据えられていた。
両妻柱をはじめ主要な柱はすべて通し柱となっているところに、京町屋との共通性がみられる。通し柱形式は中世末期から近世前期にかけて造成された城下町の町家に共通の特徴で、側柱の表面にうろこ上の蛤刃の跡があるのも近世前期の特徴である。四居家の建材には近世前期より古い時代の部材も混入しており、そのため部分によっては中世民家の様式も備える。
家そのものの建築年代は18世紀初頭～前期の建築とされているが理科学的な根拠はなく、17世紀に遡る可能性も指摘される。建ちが低いこと、差物の成が低いことなどに古式の特徴がある。現存する長浜で最古の町家、近畿でも最古級の町家であると思われる。

## 歴史

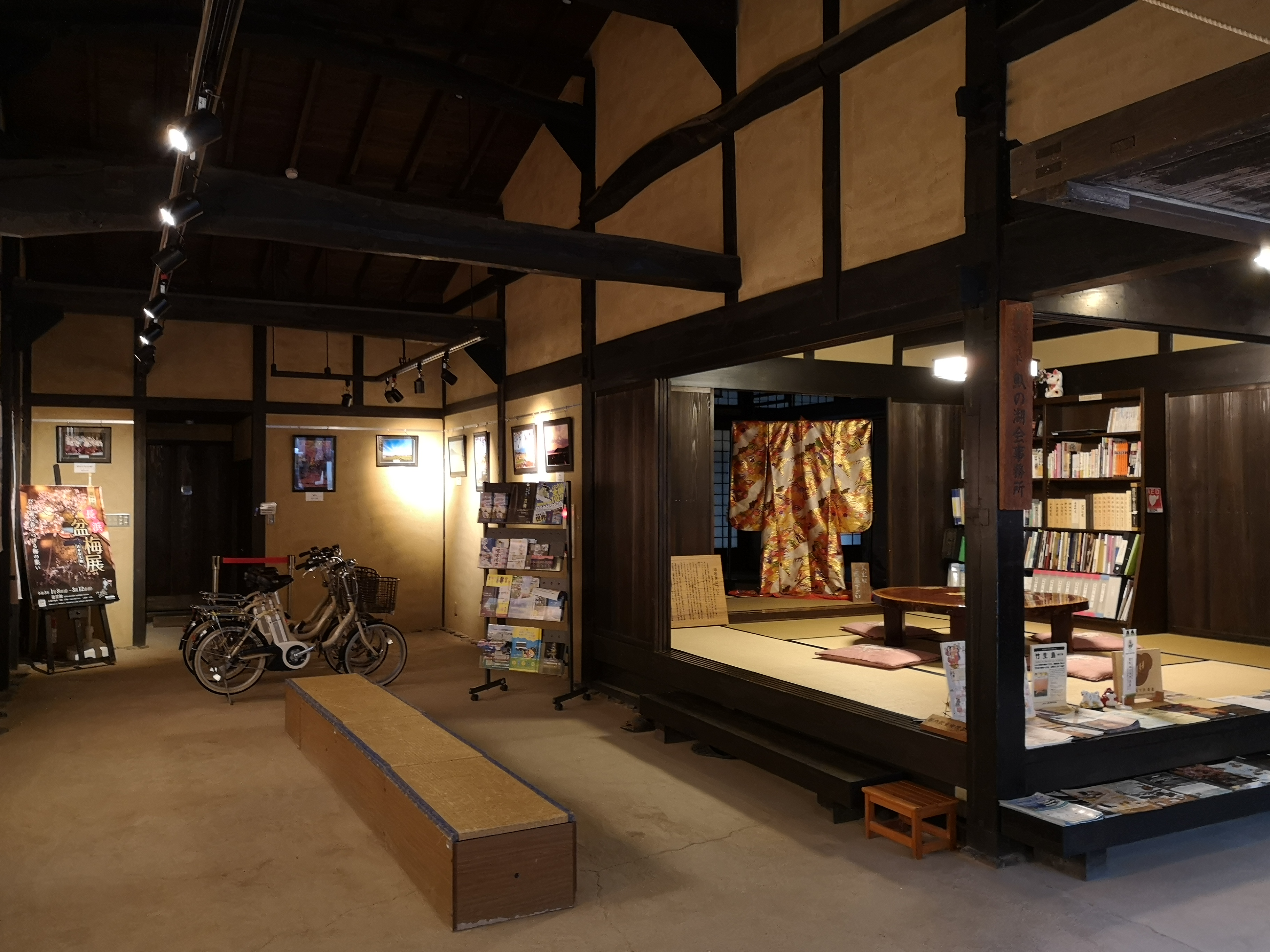
土間と1階（2022年12月）

長浜市の町家の中で特別な存在とみなされ、18世紀初めに建てられた現存する長浜最古の町家である。間口5間半、奥行7間半の大規模な町家で、当地域の「造形の規範となっているもの」として2019年（令和元年）12月に国の登録有形文化財に登録された。
長浜はかつては今浜と呼ばれた琵琶湖湖岸の寒村のひとつにすぎなかったが、戦国時代に浅井氏の滅亡後に小谷城に入った羽柴秀吉が、1574年（天正2年）から築城にあわせて城下町の建設をすすめ、江戸時代には宿場であり港町、門前町としても繁栄の時を迎え、商工業も様々に発展した。四居家は秀吉が長浜城主になったとき、小谷城下の伊部町から長浜城下に移ってきた商家である。以来、代々、「四居治兵衛」を襲名し16代続いた油商であった。江戸時代の1860年（安政6年）、長浜町米札小引替所御用懸りとなり帯刀を許され、1860年（万延元年）に物主役となる。1861年（文久元年）に冬御仕法引替役となり、上金により永苗字を許された。
2000年（平成12年）、長浜市に寄贈され、2004年（平成16年）から湖北観光情報センターとなっている。寄贈されたのは主屋と土蔵等である。2009年（平成21年）、家屋の正面にあたる部分が復元された。主屋には、たたんで収納できることでスペースを有効活用できる「バッタリ床几」や、現代で言うとシャッターの役割をはたす蔀戸など町家の特徴的なつくりがみられる。
2013年（平成25年）、土蔵の改修工事の際、タンスを移動したときにタンスの中で音がしたため、曳山博物館館長の中嶌誠一らが内部を調査したところ、「からくりタンス」であることが分かった。タンスの底部から、江戸～明治時代の金銀貨幣である慶長小判などの小判15枚を含む計85点（21世紀初頭の貨幣価値に換算するとおよそ2000万円）が発見された。寄贈時に、これら蔵の所蔵品は、長浜城歴史博物館に収蔵されることが決まっていた。
2019年（令和元年）12月、国の登録有形文化財(建造物)に登録された。

## 利用案内

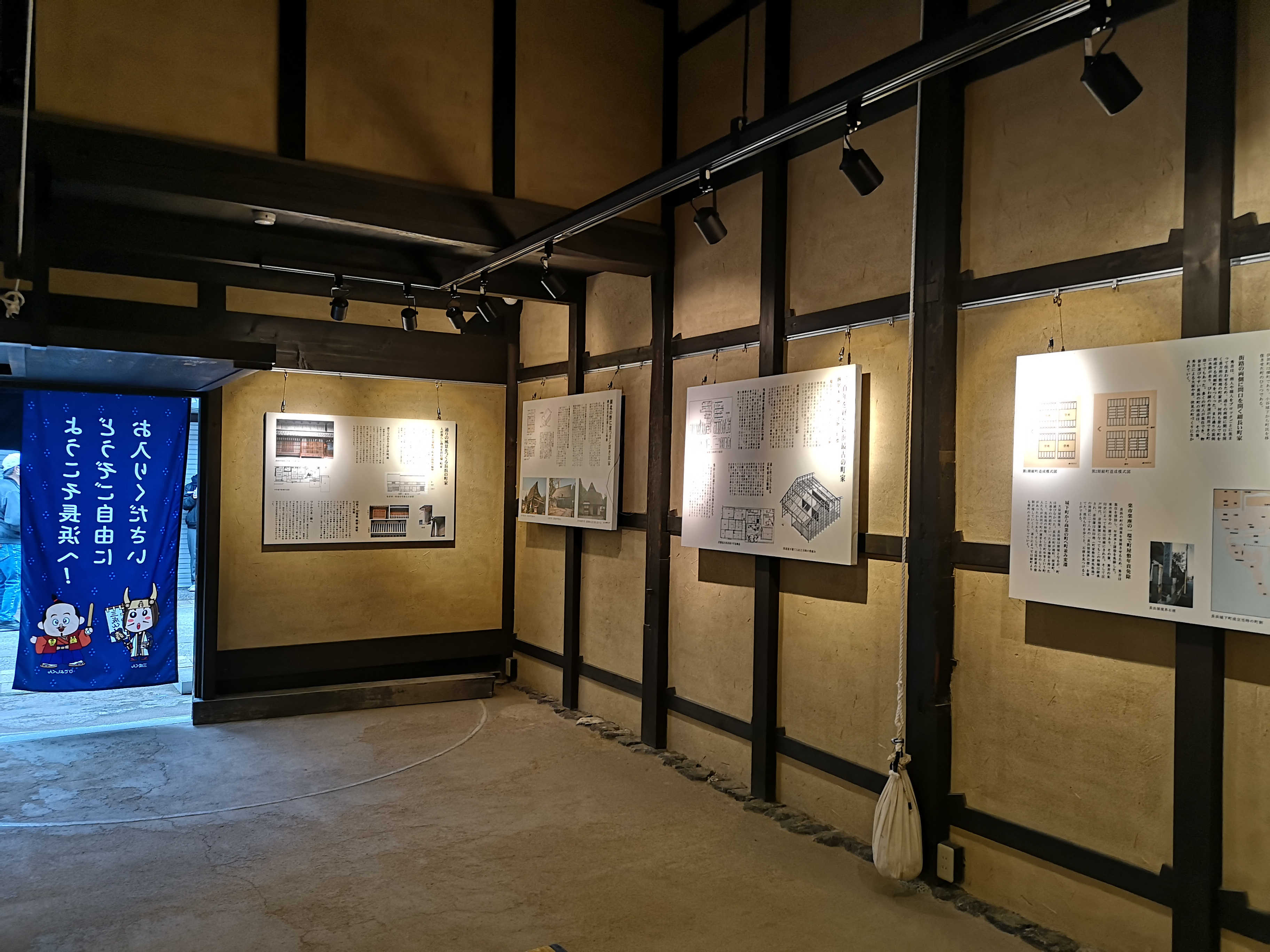
内部の展示スペース（2022年12月）

旧四居家住宅は、「湖北観光情報センター」として長浜市内の観光施設についてのガイドやイベント情報を案内する観光施設として活用されている。長浜観光ボランタリーガイド協会の申し込み場所にもなっている。
年末年始は休館。営業時間は、09:30 - 16:30
- 所在地 - 長浜市元浜町14-12
- アクセス
  - 鉄道 - JR長浜駅から徒歩で約10分
  - 車 - 北陸自動車道・長浜ICから約3.5キロメートル[11]